# Silene lomalasinensis
Silene lomalasinensis är en nejlikväxtart som först beskrevs av Adolf Engler, och fick sitt nu gällande namn av T.Harris och Goyder. Silene lomalasinensis ingår i släktet glimmar, och familjen nejlikväxter. Inga underarter finns listade i Catalogue of Life.